# بيغور (بابا امان)
بیغور (بالفارسية: پیغور) هي قرية تقع في إيران في قسم بابا امان الريفي. يقدر عدد سكانها بـ 567 نسمة بحسب إحصاء 2016.